# Vichter Hütte
Die Vichter Hütte war ein Reitwerk auf dem Gebiet der heutigen Stadt Stolberg (Rhld.) am nördlichen Ortsausgang des Stadtteils Vicht. Das Reitwerk ist die „Urzelle“ des Stadtteils Vicht und befand sich mit dem dazu gehörenden Hammerwerk Konradshammer am nördlichen Ausgang des Ortes. Sie war vermutlich bereits um 1500 in Betrieb, denn alte Rechnungsbücher des Jülicher Verwaltungsbezirkes Wehrmeisterei nennen erstmals Anfang des 16. Jahrhunderts ein als Vichter Hütte bezeichnetes Eisenwerk, dessen Meister „Jan up der Hutten Vicht“ im Jahr 1529 dem Jülicher Herzogs 2500 Pfund Eisen verkaufte. Neben der Familie Momma erwarb auch Jeremias Hoesch II vom benachbarten Reitwerk Junkershammer im Jahr 1644 zunächst drei Tage an der Hütte und 1648 weitere sechs Tage sowie 1651 die restlichen Anteile von Momma, wodurch er Alleininhaber wurde. Zu Beginn des 18. Jahrhunderts wurde die Vichter Hütte für einige Jahrzehnte noch als Kupfermühle genutzt, bevor sie endgültig stillgelegt und später abgerissen werden musste.